# Energy Tirol
Energy Tirol (auch Energy Innsbruck) ist ein privater Hörfunksender aus Wien. Der Musiksender gehört zur NRJ Group und ist seit dem 22. September 2008 im Großraum Innsbruck auf der Frequenz 99,9 MHz zu empfangen. Seit Oktober 2013 auch auf den Frequenzen 107,7 MHz und 93,6 MHz.

## Programm
Am Anfang bestand das Programm nur aus einer 7-stündigen Playlist, die drei Mal am Tag lief. Einen Monat später begann man mit dem Energy MasterMix. Damals gab es noch keine Moderation, nur zwischen jedem Lied ein Jingle. Mittlerweile sendet Energy aus Wien, wie sein Muttersender Energy Österreich.
Seit Oktober 2013 sendet Energy Tirol auf mehreren Frequenzen im Großraum Innsbruck-Land und im Bezirk Schwaz. Teilweise strahlt es Produktionen aus Wien aus, etwa am Samstag die „Energy Club Files“. Stündlich werden die Weltnachrichten gesendet, die sowohl in Innsbruck, als auch in Salzburg gesendet werden, halbstündlich eigene Lokalnachrichten für Innsbruck. Energy sendet live aus Tiroler Discotheken und überträgt deren Tanzmusik regelmäßig live im Nachtprogramm von 22 Uhr bis zwei Uhr morgens. Sowohl das Musikprogramm, als auch die Wortbeiträge sind von einer eigenen Musik- und Nachrichtenredaktion nun speziell auf den Großraum Innsbruck zugeschnitten und gesendet.

## Sendungen
| Sendung               | Inhalt |
| --------------------- | --- |
| Energy Kickstart      | Montag bis Freitag von 5 Uhr bis 6:45 Uhr                                                                                   |
| Energy News           | stündlicher Nachrichtenüberblick, morgens und Nachmittags zusätzliche Lokalnachrichten                                      |
| Energy bei der Arbeit | Montag bis Freitag von 10 Uhr bis 15 Uhr, Stars, Lifestyle und über 40 Minuten Hits Nonstop                                 |
| Energy Feierabend     | Montag bis Donnerstag von 15 Uhr bis 20 Uhr (Freitag bis 19 Uhr), Infos die Wien bewegen und über 40 Minuten Hits nonstop   |
| Energy Tirol-Report   | eigens gestaltete Beiträge zu aktuellen Themen im Bundesland Tirol                                                          |
| Energy Nacht ab 8     | Montag bis Donnerstag von 20 Uhr (Freitag ab 21 Uhr) bis 00 Uhr, das Beste aus der Energy Morgenshow                        |
| Energy am Wochenende  | Samstag von 10 Uhr bis 16 Uhr, Stars, Lifestyle, die Themen der Woche und über 40 Minuten Hits nonstop                      |
| Energy Euro Hot 30    | Samstag von 16 Uhr bis 18 Uhr, die meistgespielten 30 Tracks aller europäischen Energy Stationen                            |
| Energy Clubfiles      | DJ-Show mit Flip Capella, Samstag von 20 bis 21 Uhr                                                                         |
| Energy Mastermix      | DJ-Show mit internationalen EDM-Artists, wie zum Beispiel Hardwell, Tiësto oder Armin van Buuren, Samstag von 21 bis 05 Uhr |

## Frequenzen von Energy Innsbruck
- Sender Schlotthof 99,9 MHz: Innsbruck, Schönberg im Stubaital, Zirl, Matrei am Brenner
- Sender Volderberg 93,6 MHz: Wattens, Schwaz, Hall in Tirol
- Sender Stiglreith 107,7 MHz: Inzing, Telfs, Seefeld in Tirol, Völs